# Монграсано
Монграсано (итал. Mongrassano) је насеље у Италији у округу Козенца, региону Калабрија.
Према процени из 2011. у насељу је живело 563 становника. Насеље се налази на надморској висини од 517 м.

## Становништво
Према резултатима пописа становништва 2011. у општини је живело 1.661 становника.
| 1951. | 1961. | 1971. | 1981. | 1991. | 2001. | 2011. |
| ----- | ----- | ----- | ----- | ----- | ----- | ----- |
| 2.760 | 2.339 | 2.014 | 1.897 | 1.901 | 1.764 | 1.661 |